# Aliaguilla
Aliaguilla é um município da Espanha, na província de Cuenca, comunidade autônoma de Castela-Mancha. Tem 103,8 km² de área e em 2021 tinha 644 habitantes (densidade: 6,2 hab./km²). Limita com os municípios de Garaballa, Mira, Talayuelas, Sinarcas e Camporrobles.